# Copidosoma desantisi
Copidosoma desantisi är en stekelart som beskrevs av Annecke och Mynhardt 1974. Copidosoma desantisi ingår i släktet Copidosoma och familjen sköldlussteklar. Inga underarter finns listade i Catalogue of Life.